# Peugeot Type 81
La Peugeot type 81 double phaéton est un modèle automobile du constructeur Automobile Peugeot conçue par Armand Peugeot en 1906.

## Historique

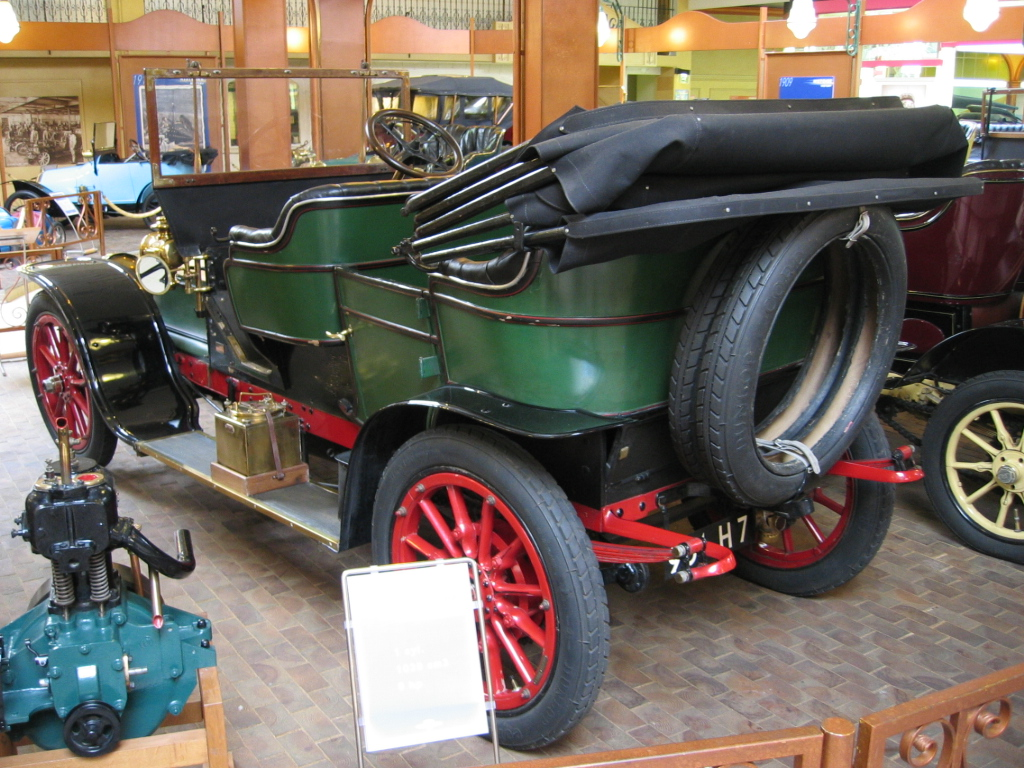
Peugeot Type 81

Armand Peugeot (fondateur de la société Automobiles Peugeot) est alors en concurrence avec Peugeot Frère de ses neveux Robert, Pierre et Jules Peugeot (fils de son frère Eugène Peugeot, alors fabricant d'outils, de moulins à café, de bicyclettes, de motocyclettes et d'automobiles de type Peugeot Lion Phaéton)
Automobiles Peugeot et Peugeot Frère fusionnent en Peugeot en février 1910 après le décès d'Eugène Peugeot. Robert Peugeot devient alors chef de famille et prend la tête du groupe Peugeot.
Ce modèle équipé d'un radiateur plat à l'avant et d'une transmission par arbre est un précurseur des Taxis de la Marne de la première bataille de la Marne en été 1914 durant la Première Guerre mondiale.